# جيجيمانتاس جونوشاس
جيجيمانتاس جونوشاس (بالليتوانية: Žygimantas Jonušas)‏ مواليد 22 فبراير 1982 في كلايبيدا، الجمهورية الليتوانية السوفيتية الاشتراكية، الاتحاد السوفيتي، هو لاعب كرة سلة ليتواني. بدأ مسيرته الاحترافية في سنة 2000. يحمل الرقم 77. يبلغ طوله 6 قدم 7 بوصة (2.0 م).

## المسيرة الاحترافية
لعب مع نادي نبتونس لكرة السلة في موسم 2000–2001، ثم لعب مع نادي أتلتاس لكرة السلة في موسم 2001–2002، ثم لعب مع زنيتشج بروشكوف في موسم 2002–2003، ثم لعب مع إسبارن بريمرهافن في الدوري الألماني من سنة 2006 إلى 2009، ثم لعب مع فينيكس هاغن من سنة 2010 إلى 2012، ثم لعب مع يوفي كازيرتا باسكت في الدوري الإيطالي في موسم 2012–2013.